# Мазаная Горка
Ма́заная Го́рка — деревня в Рабитицком сельском поселении Волосовского района Ленинградской области.

## История
На карте Ингерманландии А. И. Бергенгейма, составленной по шведским материалам 1676 года, упоминается как деревня Masanagorka.
На шведской «Генеральной карте провинции Ингерманландии» 1704 года — как Masnagårka.
Как деревня Масна Горка она обозначена на «Географическом чертеже Ижорской земли» Адриана Шонбека 1705 года.
Деревня Мазаная Горка обозначена на карте Ингерманландии А. Ростовцева 1727 года.
Деревня Смазна Горка упоминается на карте Санкт-Петербургской губернии Я. Ф. Шмидта 1770 года.
На карте Санкт-Петербургской губернии Ф. Ф. Шуберта 1834 года упоминается деревня Мазана Горка.

МАЗАНАЯ ГОРКА — деревня принадлежит братьям Сахаровым, число жителей по ревизии: 36 м. п., 42 ж. п. (1838 год)

На карте профессора С. С. Куторги 1852 года деревня обозначена как Мазана Горка.

МАЗАНАЯ ГОРКА — деревня ротмистра Сахарова, 10 вёрст по почтовой, а остальное по просёлочной дороге, число дворов — 10, число душ — 35 м. п. (1856 год)

ГОРКА МАЗАННАЯ — деревня владельческая при колодце, по правую сторону реки Луги, число дворов — 16, число жителей: 52 м. п., 72 ж. п. (1862 год)

Согласно карте из «Исторического атласа Санкт-Петербургской Губернии» 1863 года деревня называлась Мазана Горка.
В конце XIX — начале XX века деревня административно относилась к Редкинской волости 1-го стана Ямбургского уезда Санкт-Петербургской губернии.
С 1917 по 1927 год деревня Мазано-Горка входила в состав Мазано-Горского сельсовета Редкинской волости Кингисеппского уезда.
Согласно данным переписи населения СССР 1926 года в деревне Мазано-Горка проживали 52 человека, все русские.
С февраля 1927 года в составе Молосковицкой волости. С августа 1927 года, в составе Молосковицкого района.
С 1928 года в составе Раковского сельсовета Волосовского района.

Деревня Мазана-Горка на карте 1940 года

В деревне находилась водяная мельница. В 1940 году население деревни Мазано-Горка составляло 152 человека. 
Деревня была освобождена от немецко-фашистских оккупантов 31 января 1944 года.
После войны не восстанавливалась.
По административным данным 1966, 1973, 1990 и 1997 годов деревня Мазаная Горка в составе Волосовского района не значилась.
Постановлением правительства Российской Федерации от 21 декабря 1999 года № 1408 «О присвоении наименований географическим объектам и переименовании географических объектов в Ленинградской, Московской, Пермской и Тамбовской областях» деревне вновь было присвоено наименование Мазаная Горка.
В 2002 году в деревне Мазаная Горка проживали 6 человек (все русские), в 2007 году — 4 человека.
В мае 2019 года Изварское сельское поселение вошло в состав в Рабитицкого сельского поселения.

## География
Деревня расположена в восточной части района на автодороге 41К-049 (Хотнежа — Сосницы).
Расстояние до административного центра поселения — 23 км.
Через деревню протекают реки Лемовжа и Веряжка.

## Демография
| 1862 | 2002 | 2007 | 2010 | 2017 |
| ---- | ---- | ---- | ---- | ---- |
| 124  | ↘6   | ↘4   | →4   | ↘3   |

### Национальный состав
Согласно данным Всероссийской переписи населения 2021 года в деревне проживали 2 человека, все русские.